# Plenița
Plenița è un comune della Romania di 5 188 abitanti, ubicato nel distretto di Dolj, nella regione storica dell'Oltenia.
Il comune è formato dall'unione di 2 villaggi: Castrele Traiane e Plenița.